# Soulan
Pour les articles homonymes, voir Soulan (homonymie).
Soulan est une commune française située dans le département de l'Ariège, en région Occitanie. Elle est traversée par l'Arac qui conflue avec le Salat à Kercabanac à l'entrée des gorges de la Ribaute. Sur le plan historique et culturel, la commune fait partie du Couserans, pays aux racines gasconnes structuré par le cours du Salat.
Exposée à un climat de montagne, elle est drainée par le Salat, l'Arac, le ruisseau d'Aleu et par divers autres petits cours d'eau. Incluse dans le parc naturel régional des Pyrénées ariégeoises, la commune possède un patrimoine naturel remarquable : un site Natura 2000 (« Garonne, Ariège, Hers, Salat, Pique et Neste ») et six zones naturelles d'intérêt écologique, faunistique et floristique.
Soulan est une commune rurale qui compte 391 habitants en 2022, après avoir connu un pic de population de 2 511 habitants en 1836. Elle fait partie de l'aire d'attraction de Saint-Girons. Ses habitants sont appelés les Soulanais ou Soulanaises.

## Géographie

### Localisation
La commune de Soulan se trouve dans le département de l'Ariège, en région Occitanie.
Elle se situe à 31 km à vol d'oiseau de Foix, préfecture du département, à 11 km de Saint-Girons, sous-préfecture, et à 19 km de La Bastide-de-Sérou, bureau centralisateur du canton du Couserans Est dont dépend la commune depuis 2015 pour les élections départementales.
La commune fait en outre partie du bassin de vie de Saint-Girons.
Les communes les plus proches sont : 
Soueix-Rogalle (2,8 km), Aleu (3,5 km), Erp (4,1 km), Oust (4,5 km), Rivèrenert (4,9 km), Lacourt (6,0 km), Seix (6,0 km), Sentenac-d'Oust (6,1 km).
Sur le plan historique et culturel, Soulan fait partie du Couserans, pays aux racines gasconnes structuré par le cours du Salat (affluent de la Garonne), que rien ne prédisposait à rejoindre les anciennes dépendances du comté de Foix.
| Erp            | Rivèrenert | Biert |
| Soueix-Rogalle | Soulan     | Aleu  |
|                | Oust       | Ercé  |

Commune des Pyrénées centrales en Couserans, constituée de plusieurs hameaux : Saint-Pierre de Soulan (chef-lieu), Villeneuve, Dougnac, Ardichen, Ségalas, Boussan, Buleix, le Pont, Parès, Galas, Bernex.
La commune fait partie de la communauté de communes Couserans - Pyrénées et du parc naturel régional des Pyrénées ariégeoises.

### Géologie et relief
La commune est située dans les Pyrénées, une chaîne montagneuse jeune, érigée durant l'ère tertiaire (il y a 40 millions d'années environ), en même temps que les Alpes. Les terrains affleurants sur le territoire communal sont constitués de roches sédimentaires, métamorphiques ou plutoniques datant pour certaines du Paléozoïque, une ère géologique qui s'étend de −541 à −252,2 Ma (millions d'années), et pour d'autres du Protérozoïque, le dernier éon du Précambrien sur l’échelle des temps géologiques. La structure détaillée des couches affleurantes est décrite dans la feuille « n°1074 - Saint-Girons » de la carte géologique harmonisée au 1/50 000ème du département de l'Ariège, et sa notice associée.
La superficie cadastrale de la commune publiée par l’Insee, qui sert de références dans toutes les statistiques, est de 23,76 km2,. La superficie géographique, issue de la BD Topo, composante du Référentiel à grande échelle produit par l'IGN, est quant à elle de 23,91 km2. Son relief est particulièrement escarpé puisque la dénivelée maximale atteint 949 mètres. L'altitude du territoire varie entre 466 m et 1 415 m.

### Hydrographie

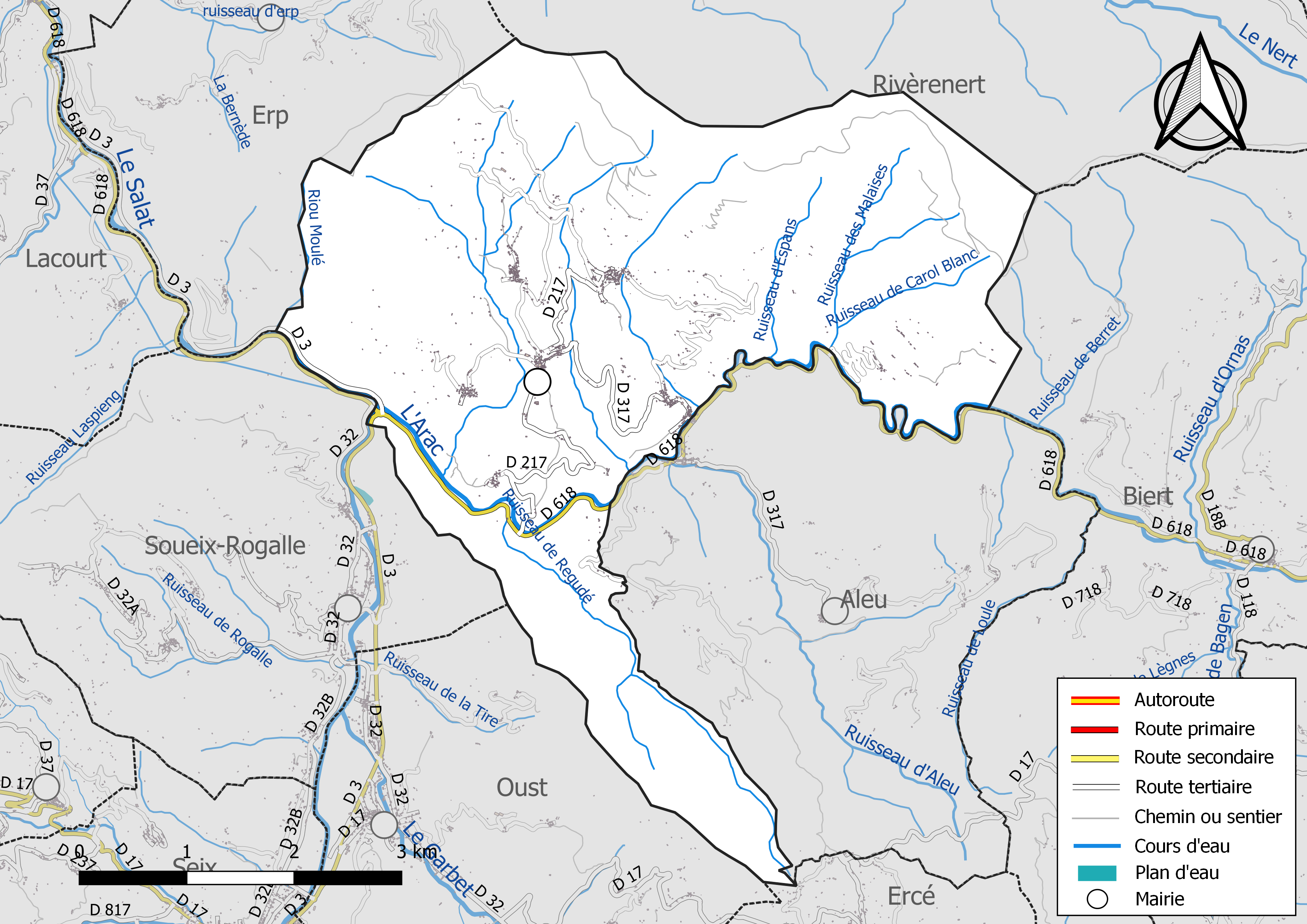
Réseaux hydrographique et routier de Soulan.

La commune est dans le bassin versant de la Garonne, au sein du bassin hydrographique Adour-Garonne. Elle est drainée par le Salat, l'Arac, le ruisseau d'Aleu, Riou Moulé, le ruisseau de Carol Blanc, le ruisseau de Regudé, le ruisseau des Malaises, le ruisseau d'Espans et par divers petits cours d'eau, constituant un réseau hydrographique de 34 km de longueur totale,.
Le Salat, d'une longueur totale de 74,1 km, prend sa source dans la commune de Couflens et s'écoule du sud vers le nord. Il traverse la commune et se jette dans la Garonne à Boussens, après avoir traversé 27 communes.
L'Arac, d'une longueur totale de 27,19 km, prend sa source dans la commune du Port et s'écoule d'est en ouest. Il traverse la commune et se jette dans le Salat sur le territoire communal, après avoir traversé 5 communes.

### Climat
Pour des articles plus généraux, voir Climat de l'Occitanie et Climat de l'Ariège.
En 2010, le climat de la commune est de type climat des marges montargnardes, selon une étude du Centre national de la recherche scientifique s'appuyant sur une série de données couvrant la période 1971-2000. En 2020, Météo-France publie une typologie des climats de la France métropolitaine dans laquelle la commune est exposée à un climat de montagne ou de marges de montagne et est dans la région climatique Pyrénées centrales, caractérisée par une pluviométrie annuelle de 1 000 à 1 200 mm.
Pour la période 1971-2000, la température annuelle moyenne est de 11,6 °C, avec une amplitude thermique annuelle de 15,2 °C. Le cumul annuel moyen de précipitations est de 1 029 mm, avec 10 jours de précipitations en janvier et 7,5 jours en juillet. Pour la période 1991-2020, la température moyenne annuelle observée sur la station météorologique de Météo-France la plus proche, « Saint-Girons », sur la commune de Lorp-Sentaraille à 14 km à vol d'oiseau, est de 12,5 °C et le cumul annuel moyen de précipitations est de 973,2 mm,. Pour l'avenir, les paramètres climatiques de la commune estimés pour 2050 selon différents scénarios d'émission de gaz à effet de serre sont consultables sur un site dédié publié par Météo-France en novembre 2022.

### Milieux naturels et biodiversité

#### Espaces protégés
La protection réglementaire est le mode d’intervention le plus fort pour préserver des espaces naturels remarquables et leur biodiversité associée,.
La commune fait partie du parc naturel régional des Pyrénées ariégeoises, créé en 2009 et d'une superficie de 245 973 ha, qui s'étend sur 138 communes du département. Ce territoire unit les plus hauts sommets aux frontières de l’Andorre et de l’Espagne (la Pique d'Estats, le mont Valier, etc) et les plus hautes vallées des avants-monts, jusqu’aux plissements du Plantaurel.

#### Réseau Natura 2000

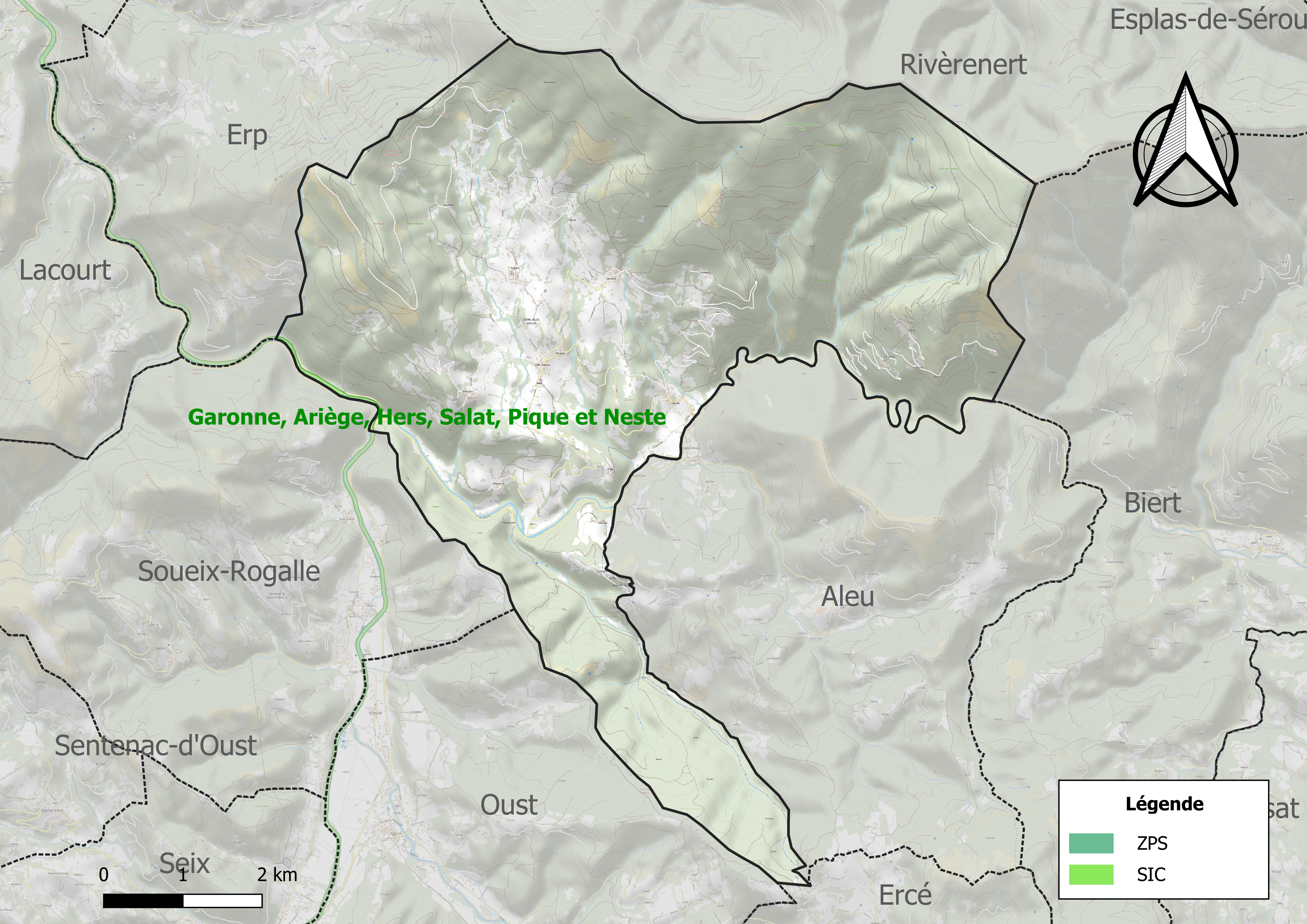
Site Natura 2000 sur le territoire communal.

Le réseau Natura 2000 est un réseau écologique européen de sites naturels d'intérêt écologique élaboré à partir des directives habitats et oiseaux, constitué de zones spéciales de conservation (ZSC) et de zones de protection spéciale (ZPS).
Un site Natura 2000 a été défini sur la commune au titre de la directive habitats : « Garonne, Ariège, Hers, Salat, Pique et Neste », d'une superficie de 9 581 ha, un réseau hydrographique pour les poissons migrateurs, avec des zones de frayères actives et potentielles importantes pour le Saumon en particulier qui fait l'objet d'alevinages réguliers et dont des adultes atteignent déjà Foix sur l'Ariège.

#### Zones naturelles d'intérêt écologique, faunistique et floristique
L’inventaire des zones naturelles d'intérêt écologique, faunistique et floristique (ZNIEFF) a pour objectif de réaliser une couverture des zones les plus intéressantes sur le plan écologique, essentiellement dans la perspective d’améliorer la connaissance du patrimoine naturel national et de fournir aux différents décideurs un outil d’aide à la prise en compte de l’environnement dans l’aménagement du territoire.
Quatre ZNIEFF de type 1 sont recensées sur la commune :
- l'« Arac et affluents, en aval du Port » (123 ha), couvrant 5 communes du département[32] ;
- « le Salat et le Lens » (712 ha), couvrant 32 communes dont 21 dans l'Ariège et 11 dans la Haute-Garonne[33] ;
- le « massif de l'Arize, versant sud » (8 013 ha), couvrant 14 communes du département[34] ;
- le « massif de l'Arize, zone d'altitude » (15 897 ha), couvrant 26 communes du département[35] ;

et deux ZNIEFF de type 2, : 
- le « massif de l'Arize » (42 110 ha), couvrant 40 communes du département[36] ;
- les « montagnes d'Ercé, d'Oust et de Massat » (30 350 ha), couvrant 13 communes du département[37].

Carte des ZNIEFF de type 1 et 2 à Soulan.
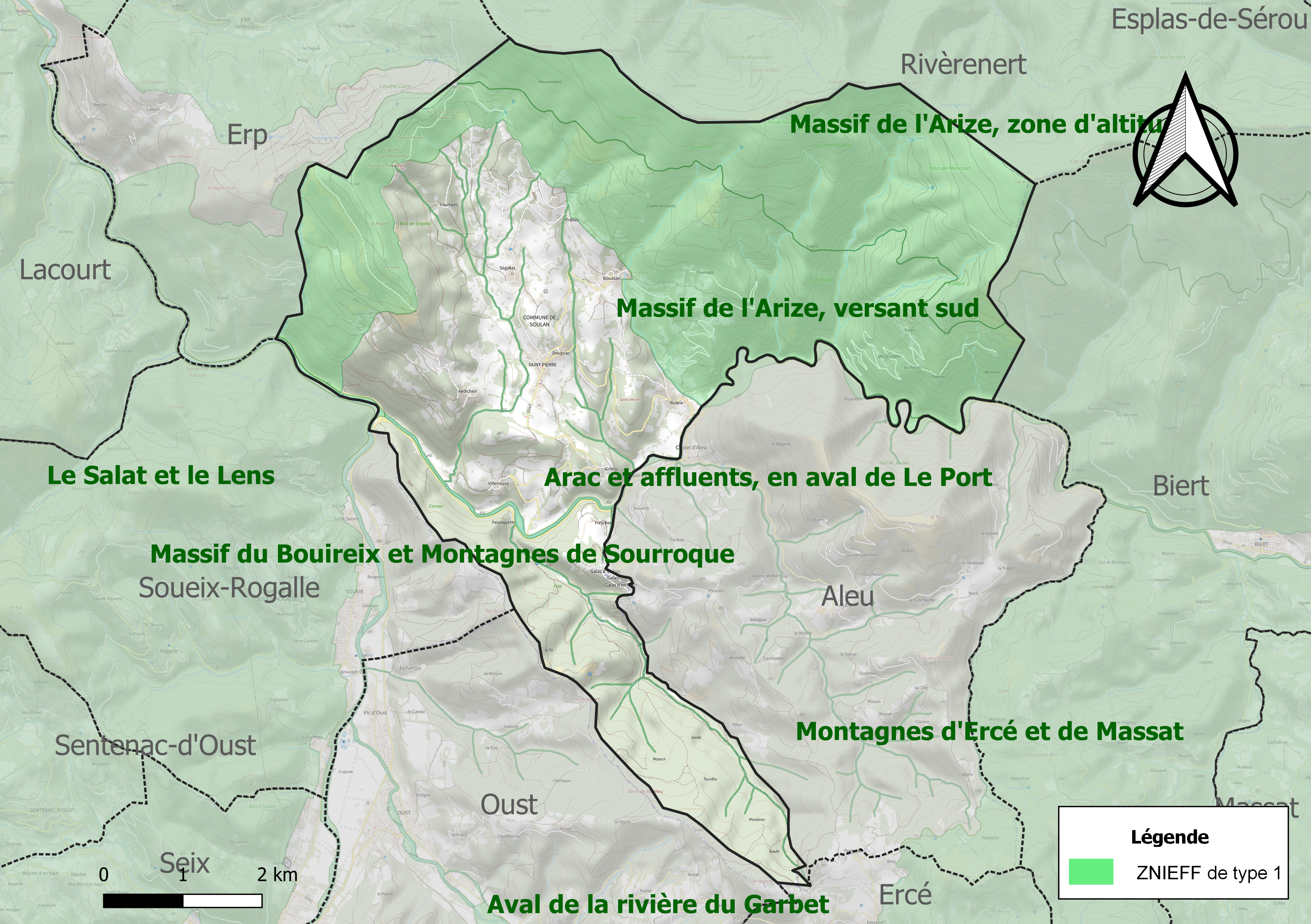
Carte des ZNIEFF de type 1 sur la commune.
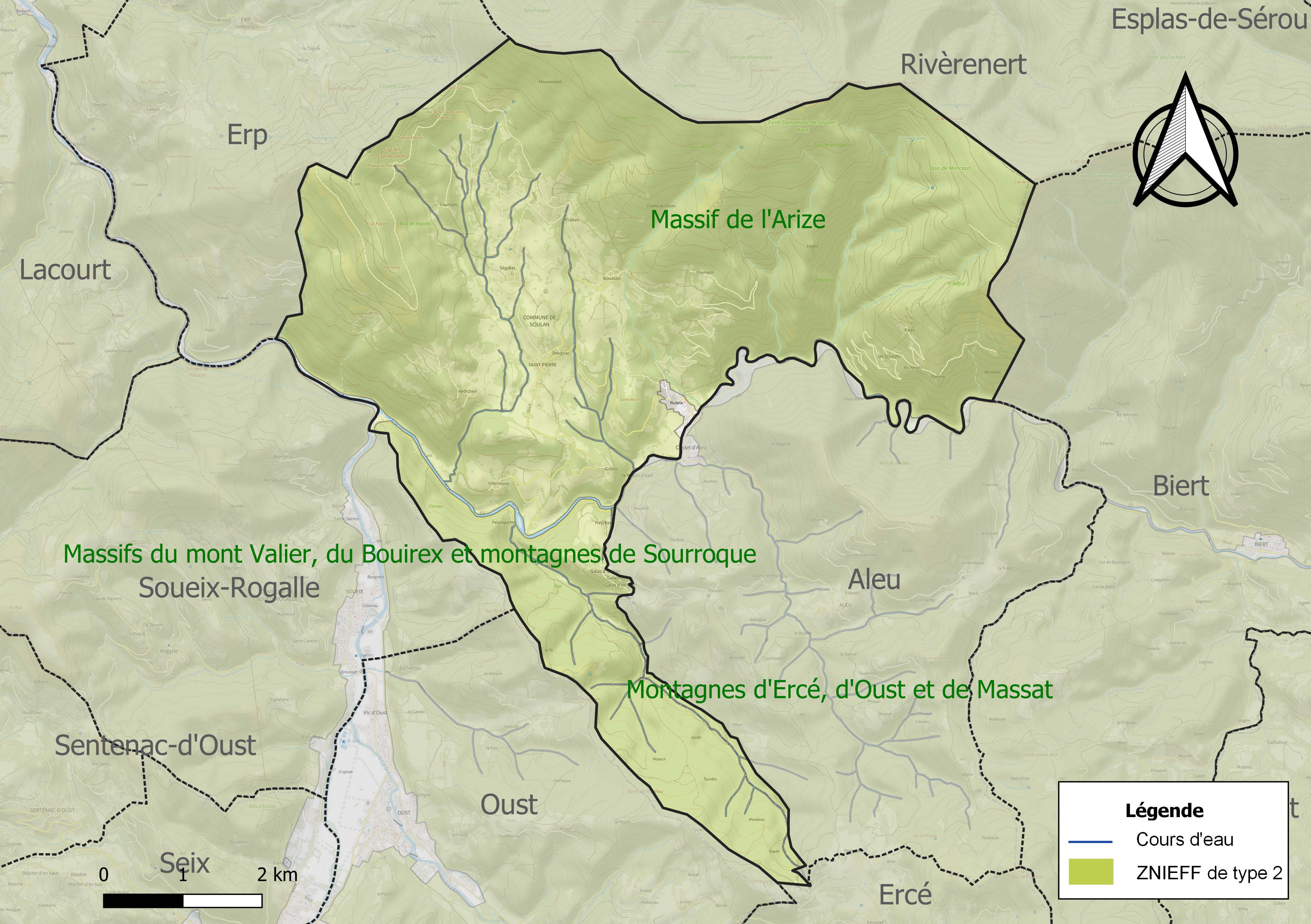
Carte des ZNIEFF de type 2 sur la commune.

## Urbanisme

### Typologie
Au 1er janvier 2024, Soulan est catégorisée commune rurale à habitat dispersé, selon la nouvelle grille communale de densité à 7 niveaux définie par l'Insee en 2022.
Elle est située hors unité urbaine. Par ailleurs la commune fait partie de l'aire d'attraction de Saint-Girons, dont elle est une commune de la couronne,. Cette aire, qui regroupe 70 communes, est catégorisée dans les aires de moins de 50 000 habitants,.

### Occupation des sols
L'occupation des sols de la commune, telle qu'elle ressort de la base de données européenne d’occupation biophysique des sols Corine Land Cover (CLC), est marquée par l'importance des forêts et milieux semi-naturels (78,7 % en 2018), en diminution par rapport à 1990 (82,6 %). La répartition détaillée en 2018 est la suivante : 
forêts (72,5 %), zones agricoles hétérogènes (17,5 %), milieux à végétation arbustive et/ou herbacée (6,1 %), prairies (3,8 %). L'évolution de l’occupation des sols de la commune et de ses infrastructures peut être observée sur les différentes représentations cartographiques du territoire : la carte de Cassini (XVIIIe siècle), la carte d'état-major (1820-1866) et les cartes ou photos aériennes de l'IGN pour la période actuelle (1950 à aujourd'hui).

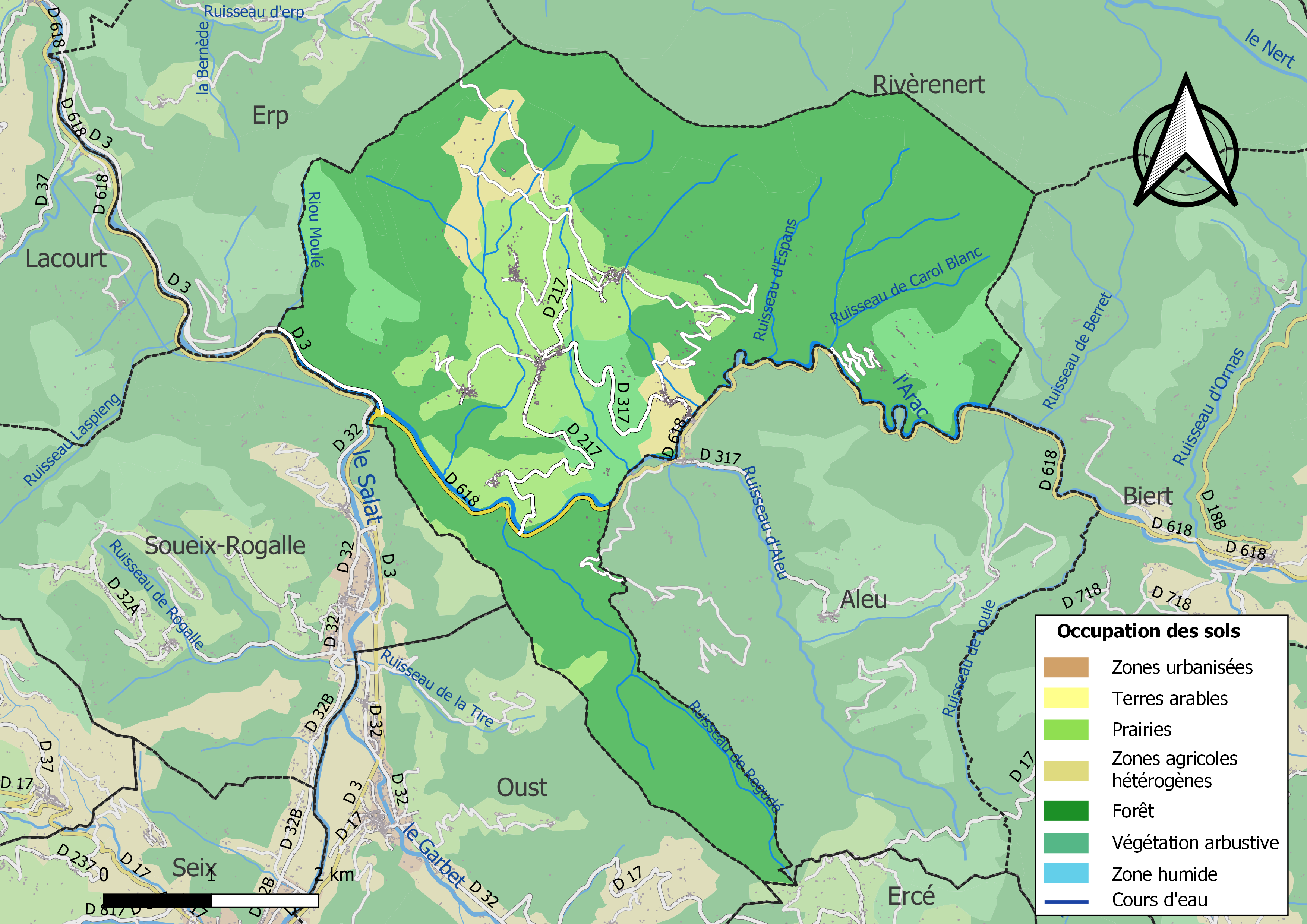
Carte des infrastructures et de l'occupation des sols de la commune en 2018 (CLC).

### Habitat et logement
En 2018, le nombre total de logements dans la commune était de 489, alors qu'il était de 472 en 2013 et de 462 en 2008.
Parmi ces logements, 39,7 % étaient des résidences principales, 58,6 % des résidences secondaires et 1,7 % des logements vacants. Ces logements étaient pour 98,8 % d'entre eux des maisons individuelles et pour 1,2 % des appartements.
Le tableau ci-dessous présente la typologie des logements à Soulan en 2018 en comparaison avec celle de l'Ariège et de la France entière. Une caractéristique marquante du parc de logements est ainsi une proportion de résidences secondaires et logements occasionnels (58,6 %) supérieure à celle du département (24,6 %) et à celle de la France entière (9,7 %). Concernant le statut d'occupation de ces logements, 78,8 % des habitants de la commune sont propriétaires de leur logement (68,5 % en 2013), contre 66,3 % pour l'Ariège et 57,5 % pour la France entière.
| Typologie                                               | Soulan | Ariège | France entière |
| ------------------------------------------------------- | ------ | ------ | -------------- |
| Résidences principales (en %)                           | 39,7   | 65,7   | 82,1           |
| Résidences secondaires et logements occasionnels (en %) | 58,6   | 24,6   | 9,7            |
| Logements vacants (en %)                                | 1,7    | 9,7    | 8,2            |

### Risques majeurs
Le territoire de la commune de Soulan est vulnérable à différents aléas naturels : inondations, climatiques (grand froid ou canicule), feux de forêts, mouvements de terrains, avalanche  et séisme (sismicité modérée). Il est également exposé à un risque technologique, le transport de matières dangereuses, et à un risque particulier, le risque radon,.

#### Risques naturels

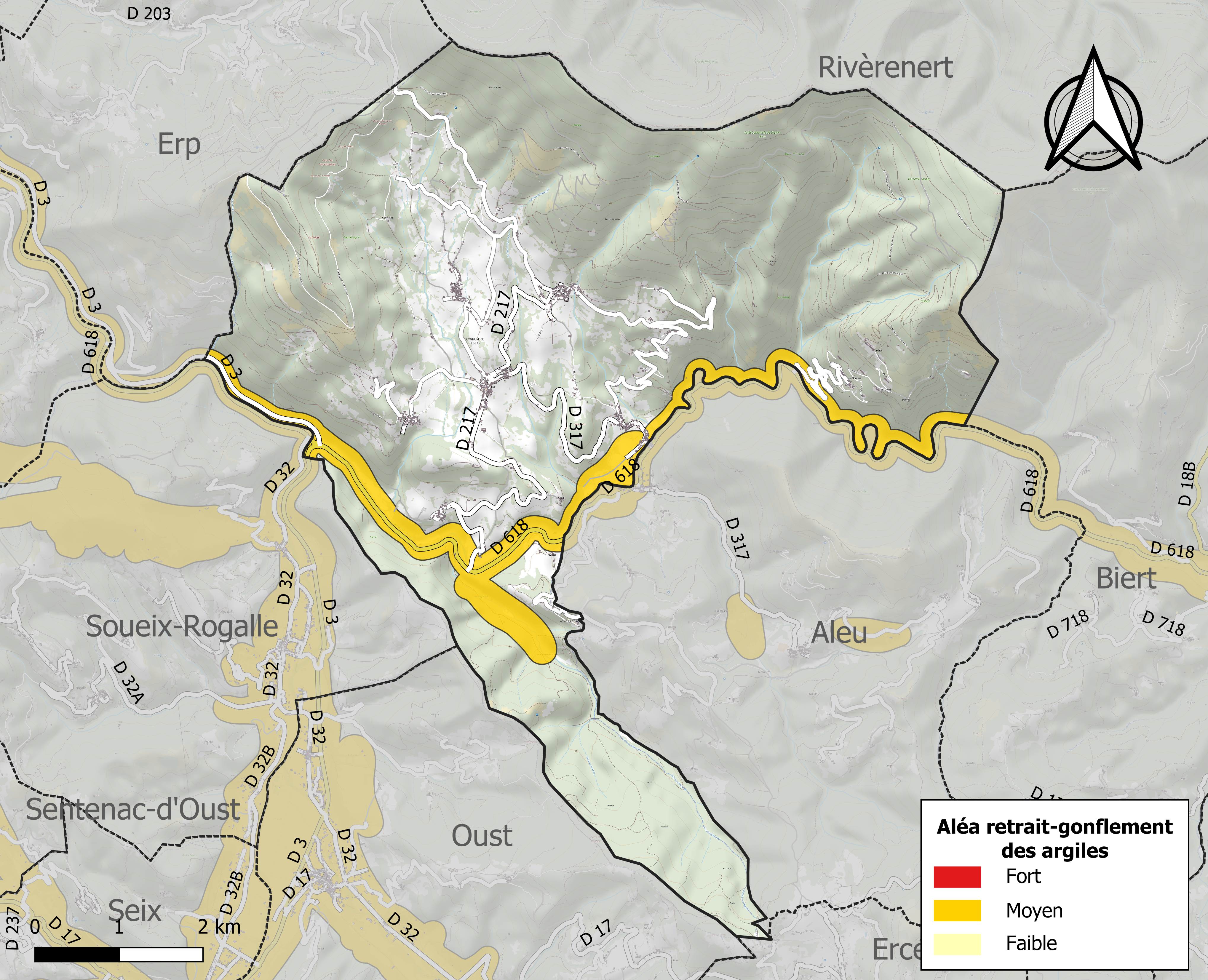
Zonage de l'aléa retrait-gonflement des argiles sur la commune de Soulan.

Certaines parties du territoire communal sont susceptibles d’être affectées par le risque d’inondation par débordement, crue torrentielle d'un cours d'eau, ou ruissellement d'un versant.
Les mouvements de terrains susceptibles de se produire sur la commune sont soit des chutes de blocs, soit des glissements de terrains, soit des effondrements liés à des cavités souterraines, soit des mouvements liés au retrait-gonflement des argiles. Près de 50 % de la superficie du département est concernée par l'aléa retrait-gonflement des argiles, dont la commune de Soulan. L'inventaire national des cavités souterraines permet par ailleurs de localiser celles situées sur la commune.
Près de 50 % de la superficie du département est concernée par l'aléa retrait-gonflement des argiles, dont la commune de Soulan. L'inventaire national des cavités souterraines permet par ailleurs de localiser celles situées sur la commune.

#### Risques technologiques
Le risque de transport de matières dangereuses par une infrastructure routière ou ferroviaire ou par une canalisation de transport de gaz concerne la commune. Un accident se produisant sur une telle infrastructure est en effet susceptible d’avoir des effets graves au bâti ou aux personnes jusqu’à 350 m, selon la nature du matériau transporté. Des dispositions d’urbanisme peuvent être préconisées en conséquence.

#### Risque particulier
Dans plusieurs parties du territoire national, le radon, accumulé dans certains logements ou autres locaux, peut constituer une source significative d’exposition de la population aux rayonnements ionisants. Toutes les communes du département sont concernées par le risque radon à un niveau plus ou moins élevé. Selon la classification de 2018, la commune de Soulan est classée en zone 3, à savoir zone à potentiel radon significatif.

## Toponymie
La commune tire son nom du terme pyrénéen soulane, synonyme d'adret.

## Histoire
La seigneurie de Soulan couvrait les actuelles communes d'Aleu et de Soulan.
Les consuls de Soulan accordent en 1618 aux habitants de Riverenert le droit de pacage sur les montagnes de Calamane en échange du droit de couper du bois sur le versant septentrional.
Des mines argentifères ont fait l’objet d’études et de demandes d’exploitation en 1868-1870.
À la fin du XIXe siècle, certains propriétaires pressent suffisamment de fruits pour consommer du cidre toute l'année. La commune  était également connue dans le Saint-Gironnais pour ses poires tardives avec une production qui atteint 200 quintaux par an, lesquelles étaient appréciées par les expéditeurs de fruits du Roussillon.

## Politique et administration

### Découpage territorial
La commune de Soulan est membre de la communauté de communes Couserans-Pyrénées, un établissement public de coopération intercommunale (EPCI) à fiscalité propre créé le 18 novembre 2016 dont le siège est à Saint-Lizier. Ce dernier est par ailleurs membre d'autres groupements intercommunaux.
Sur le plan administratif, elle est rattachée à l'arrondissement de Saint-Girons, au département de l'Ariège, en tant que circonscription administrative de l'État, et à la région Occitanie.
Sur le plan électoral, elle dépend du canton du Couserans Est pour l'élection des conseillers départementaux, depuis le redécoupage cantonal de 2014 entré en vigueur en 2015, et de la première circonscription de l'Ariège  pour les élections législatives, depuis le redécoupage électoral de 1986.

### Liste des maires
| Période                                  | Période  | Identité          | Étiquette | Qualité                                            |
| ---------------------------------------- | -------- | ----------------- | --------- | -------------------------------------------------- |
| 1945                                     | 1954     | Justin Barat      |           | Maire révoqué par le Gouvernement de Vichy en 1942 |
| 1954                                     | 1987     | Pierre Barat      |           |                                                    |
| 1987                                     | 1989     | Paul Morère       |           |                                                    |
| 1989                                     | 2006     | Sylvain Marchioro |           |                                                    |
| mars 2008                                | En cours | Michel Icart      | DVG       | Cadre, conseiller départemental (2019-2021)        |
| Les données manquantes sont à compléter. |          |                   |           |                                                    |

## Démographie
| 1793  | 1800  | 1806  | 1821  | 1831  | 1836  | 1841  | 1846  | 1851  |
| ----- | ----- | ----- | ----- | ----- | ----- | ----- | ----- | ----- |
| 1 827 | 2 191 | 2 173 | 1 999 | 2 423 | 2 511 | 2 472 | 2 428 | 2 230 |

| 1856  | 1861  | 1866  | 1872  | 1876  | 1881  | 1886  | 1891  | 1896  |
| ----- | ----- | ----- | ----- | ----- | ----- | ----- | ----- | ----- |
| 2 071 | 2 078 | 2 111 | 2 055 | 2 023 | 1 876 | 1 853 | 1 670 | 1 727 |

| 1901  | 1906  | 1911  | 1921  | 1926  | 1931  | 1936 | 1946 | 1954 |
| ----- | ----- | ----- | ----- | ----- | ----- | ---- | ---- | ---- |
| 1 688 | 1 680 | 1 547 | 1 509 | 1 110 | 1 105 | 922  | 661  | 544  |

| 1962 | 1968 | 1975 | 1982 | 1990 | 1999 | 2006 | 2007 | 2012 |
| ---- | ---- | ---- | ---- | ---- | ---- | ---- | ---- | ---- |
| 425  | 411  | 390  | 335  | 307  | 324  | 338  | 340  | 361  |

| 2017 | 2022 | - | - | - | - | - | - | - |
| ---- | ---- | - | - | - | - | - | - | - |
| 373  | 391  | - | - | - | - | - | - | - |

## Économie

### Revenus
En 2018, la commune compte 186 ménages fiscaux, regroupant 345 personnes. La médiane du revenu disponible par unité de consommation est de 17 970 € (19 820 € dans le département).

### Emploi
| Division       | 2008  | 2013   | 2018   |
| -------------- | ----- | ------ | ------ |
| Commune        | 7,5 % | 11,8 % | 15,7 % |
| Département    | 8,9 % | 11,1 % | 11,2 % |
| France entière | 8,3 % | 10 %   | 10 %   |

En 2018, la population âgée de 15 à 64 ans s'élève à 231 personnes, parmi lesquelles on compte 69,6 % d'actifs (53,9 % ayant un emploi et 15,7 % de chômeurs) et 30,4 % d'inactifs,. En  2018, le taux de chômage communal (au sens du recensement) des 15-64 ans est supérieur à celui du département et de la France, alors qu'en 2008 la situation était inverse.
La commune fait partie de la couronne de l'aire d'attraction de Saint-Girons, du fait qu'au moins 15 % des actifs travaillent dans le pôle,. Elle compte 54 emplois en 2018, contre 63 en 2013 et 52 en 2008. Le nombre d'actifs ayant un emploi résidant dans la commune est de 126, soit un indicateur de concentration d'emploi de 42,6 % et un taux d'activité parmi les 15 ans ou plus de 50,6 %.
Sur ces 126 actifs de 15 ans ou plus ayant un emploi, 43 travaillent dans la commune, soit 34 % des habitants. Pour se rendre au travail, 82,5 % des habitants utilisent un véhicule personnel ou de fonction à quatre roues, 1,6 % les transports en commun, 5,6 % s'y rendent en deux-roues, à vélo ou à pied et 10,4 % n'ont pas besoin de transport (travail au domicile).

### Activités hors agriculture
32 établissements sont implantés  à Soulan au 31 décembre 2019. Le tableau ci-dessous en détaille le nombre par secteur d'activité et compare les ratios avec ceux du département,.
| Secteur d'activité                                                                                        | Commune | Commune | Département |
| Secteur d'activité                                                                                        | Nombre  | %       | %           |
| --- | ------- | ------- | ----------- |
| Ensemble                                                                                                  | 32      |         |             |
| Industrie manufacturière, industries extractives et autres                                                | 1       | 3,1 %   | (12,9 %)    |
| Construction                                                                                              | 10      | 31,3 %  | (14,2 %)    |
| Commerce de gros et de détail, transports, hébergement et restauration                                    | 4       | 12,5 %  | (27,5 %)    |
| Information et communication                                                                              | 2       | 6,3 %   | (1,8 %)     |
| Activités spécialisées, scientifiques et techniques et activités de services administratifs et de soutien | 6       | 18,8 %  | (13,2 %)    |
| Administration publique, enseignement, santé humaine et action sociale                                    | 4       | 12,5 %  | (14,4 %)    |
| Autres activités de services                                                                              | 5       | 15,6 %  | (8,8 %)     |

Le secteur de la construction est prépondérant sur la commune puisqu'il représente 31,3 % du nombre total d'établissements de la commune (10 sur les 32 entreprises implantées  à Soulan), contre 14,2 % au niveau départemental.
La brasserie des 3 Seigneurs réalise des bières artisanales au village de Buleix.

### Agriculture
La commune fait partie de la petite région agricole dénommée « Région pyrénéenne ». En 2010, l'orientation technico-économique de l'agriculture  sur la commune est l'élevage de bovins, lait, élevage et viande combinés.
|                                   | 1988 | 2000 | 2010 |
| --------------------------------- | ---- | ---- | ---- |
| Exploitations                     | 24   | 20   | 14   |
| Superficie agricole utilisée (ha) | 557  | 582  | 559  |

Le nombre d'exploitations agricoles en activité et ayant leur siège dans la commune est passé de 24 lors du recensement agricole de 1988 à 20 en 2000 puis à 14 en 2010, soit une baisse de 42 % en 22 ans. Le même mouvement est observé à l'échelle du département qui a perdu pendant cette période 48 % de ses exploitations. La surface agricole utilisée sur la commune a quant à elle augmenté, passant de 557 ha en 1988 à 559 ha en 2010. Parallèlement la surface agricole utilisée moyenne par exploitation a augmenté, passant de 23 à 40 ha.

## Culture locale et patrimoine

### Lieux et monuments
- Panorama depuis la route forestière du col d'Ayens (faire à pied le tour du Cap des Espinassières, vue remarquable sur la vallée de l'Arac et du Salat), avec les Pyrénées en arrière-plan.
- Panorama depuis Boussan sur toute la commune et la chaîne des Pyrénées.
- Chapelle Notre-Dame-de-Serres[62].
- Église Saint-Pierre de Saint-Pierre (chef-lieu)[62].
- Église Saint-Martin de Buleix[62].

### Personnalités liées à la commune
- Casimir Marc Biros (1905-1995), né à Soulan, gouverneur du Dahomey de 1955 à 1958, auteur de Soulan en Couserans - promenade dans le temps publié en 1974[63].